# Jean-Claude Farhi
Pour les articles homonymes, voir Farhi.
Jean-Claude Farhi est un sculpteur français né le 11 février 1940 à Paris et mort le 7 septembre 2012 à Monaco.

## Biographie
Jean-Claude Farhi est né à Paris le 11 février 1940. En 1946, il part à Bogota (Colombie). En 1957, il s'installe à Nice, où il prend des cours de dessins aux Arts décoratifs de Nice. Il fait son service militaire, en partie en Algérie, de 1960 à 1962. 
Il retourne à Nice où il rencontre les principaux artistes de l'École de Nice : Ben, Gilli Alocco, Malaval… et les nouveaux-réalistes Arman et Raysse, qui lui font connaître le critique Pierre Restany. En 1965/1966, il travaille sur les « Motorcolors », puis les sculptures en plexiglas ou en métal. Il travaille un temps avec César. 
À partir de 1968 (exposition galerie Iris Clert), il se consacre principalement aux sculptures en plexiglas (avec l'appui des usines « Polivar ») : des colonnes et des disques, des pyramides, et ensuite des sculptures dites à  "géométrie variable", direction dans laquelle va se développer son travail avec des œuvres monumentales. Sa dernière sculpture monumentale "SECRET POINT" en acier cortén (dédié a sa fille Domitilla Farhi)  a été installée à Saint-Paul-de-Vence, au carrefour des routes vers le centre du village et la Fondation Maeght à quelques kilomètres de son atelier. Sa femme Silvia Farhi et sa fille Domitilla vivent dans la demeure familiale à Tourrettes-sur-Loup.  
Pierre Restany a écrit : « On peut parler de constructivisme déconstruit  à propos de ces nouvelles sculptures de Farhi. On peut penser aux sculptures par téléphone proposées par Moholy-Nagy. Mais dans ce cas précis la communication téléphonique aurait subi de sérieuses interférences Art déco et post-moderne. ». Claude Fournet, à l'époque directeur des Musées de Nice, déclare : « À la maitrise de la matière plastique qui fut l'élément premier de sa recherche se confond une fonctionnalité de formes qu'il emprunte à l'univers du futurisme et du bauhaus. Avec cette déviation qui fonde tout artiste aujourd'hui, acte d'appropriation ludique et qui situe magistralement Jean-Claude Farhi dans la ligne des Nouveaux-Réalistes lorsque, jouant des formes, dans son matériau très coloré, il nous propose des sculptures qui sont autant d'épures, dessinées dans la lumière de la couleur pure. ».